# Felix Gmür

Bischofswappen von Felix Gmür

Felix Gmür (* 7. Juni 1966 in Luzern) ist ein Schweizer Geistlicher, römisch-katholischer Theologe und Bischof von Basel.

## Leben
Felix Gmür stammt aus einer Luzerner Familie mit vier Brüdern. Zu ihnen gehört der CEO der Helvetia-Versicherungsgruppe, Philipp Gmür, und der CVP-Politiker Thomas Gmür. Der jüngste Bruder Peter Gmür leitet das über 125-jährige familieneigene Transportunternehmen Gmür & Co. Seine Schwägerin ist die Luzerner Ständerätin Andrea Gmür-Schönenberger.
Gmür studierte zwischen 1986 und 1997 Philosophie, Katholische Theologie und Kunstgeschichte an der Hochschule für Philosophie München sowie den Universitäten München, Paris, Rom und Freiburg (Schweiz). 1997 wurde er mit der Arbeit «Ästhetik bei Ludwig Wittgenstein: über Sagen und Zeigen» zum Dr. phil. promoviert. Am 30. Mai 1999 empfing er die Priesterweihe in Luzern durch den Bischof von Basel, Kurt Koch. Zwischen 1997 und 2001 war Gmür Seelsorger in der Pfarrei St. Anton in Basel. Nach dem Studium der Bibelwissenschaften an der Päpstlichen Universität Gregoriana in Rom von 2001 bis 2004 war er bis ins Jahr 2006 Subregens im Priesterseminar St. Beat in Luzern; während dieser Zeit arbeitete er als priesterlicher Mitarbeiter auch in den Pfarreien Menzingen und Neuheim mit. Von 2006 bis 2011 war Gmür Generalsekretär der Schweizer Bischofskonferenz (SBK). Seit Januar 2010 ist er Mitglied des Stiftungsrates des Schweizer katholischen Hilfswerks Fastenaktion. Am 10. Januar 2011 verteidigte er erfolgreich seine bibelwissenschaftliche Dissertation zum Dr. theol. an der Gregoriana in Rom.
Am 8. September 2010 wählten ihn die 18 Mitglieder des Basler Domkapitels zum Nachfolger des an die Römische Kurie berufenen Kurt Koch. Papst Benedikt XVI. bestätigte diese Wahl am 23. November desselben Jahres; die Ernennung Gmürs wurde gleichzeitig in Solothurn, dem Sitz des Basler Bistums, und im Vatikan bekanntgegeben. Die Bischofsweihe fand am 16. Januar 2011 in der Martinskirche zu Olten – die eigentlich dafür vorgesehene St. Ursenkathedrale in Solothurn konnte nach einem kurz zuvor erfolgten Brandanschlag nicht rechtzeitig wiederhergestellt werden – im Beisein vieler kirchlicher und weltlicher Würdenträger durch seinen Vorgänger Kurt Kardinal Koch statt. Mitkonsekratoren waren Norbert Brunner, Bischof von Sitten, und Robert Zollitsch, Erzbischof von Freiburg im Breisgau.  
Gmürs Wahlspruch Intelligentes quae sit voluntas Domini («Begreift, was der Wille des Herrn ist») entstammt dem Brief des Paulus an die Epheser (Eph 5,17 ). Er hat seit 2015 die Verantwortung für die bischöfliche Nationalkommission «Justitia et Pax» inne. 
Vom 1. Januar 2019 bis zum 4. Dezember 2024 war er (für zwei Amtszeiten, kirchenrechtlich die Höchstdauer) Präsident der SBK. Sein Nachfolger wurde Charles Morerod, der das Amt bereits vor den Amtszeiten Gmürs ausgeübt hatte.

## Mitgliedschaften
Gmür ist seit Studententagen Mitglied der AKV Alemannia Freiburg (Schweiz), der AV Helvetia Romana Rom und der AV Helvetia Monacensis München des Schweizerischen Studentenvereins. Ausserdem wurde er während seiner Studienzeit in München Mitglied der katholischen Studentenverbindung K.D.St.V. Vindelicia München im CV. Er wurde 2015 in die Bruderschaft von Santa Maria dell’Anima («Animabruderschaft») aufgenommen. 2006 wurde er von Kardinal-Grossmeister John Patrick Kardinal Foley zum Ritter des Ritterordens vom Heiligen Grab zu Jerusalem ernannt und durch den Bischof von Lugano, Pier Giacomo Grampa, Grossprior der Schweizerischen Statthalterei, investiert. Seit 2011 ist er Grossoffizier des Ordens.

## Positionen
Im Februar 2019 erklärte Gmür, über den Zölibat der Priester müsse man sprechen. Die Machtstrukturen müssten sich ändern, der Zölibat werde hinterfragt und auch die Stellung der Frauen in der Kirche brauche Veränderung.
Im September 2019 befürwortete Gmür die Segnung gleichgeschlechtlicher Paare im Bistum Basel.

## Schriften
- Ästhetik bei Wittgenstein: über Sagen und Zeigen, Alber Freiburg/München 1999, ISBN 3-495-47895-7
- Vom Kaiser weg - hin zu Gott: ein Beitrag zur Auslegungsgeschichte und zur Textpragmatik von Mk 12,13-17, kbw Bibelwerk Stuttgart 2012, ISBN 3-460-00701-X